# Hydrangea bretschneideri
Hydrangea bretschneideri är en hortensiaväxtart som beskrevs av Leopold Dippel. Hydrangea bretschneideri ingår i släktet hortensior, och familjen hortensiaväxter. Inga underarter finns listade i Catalogue of Life.

## Bildgalleri

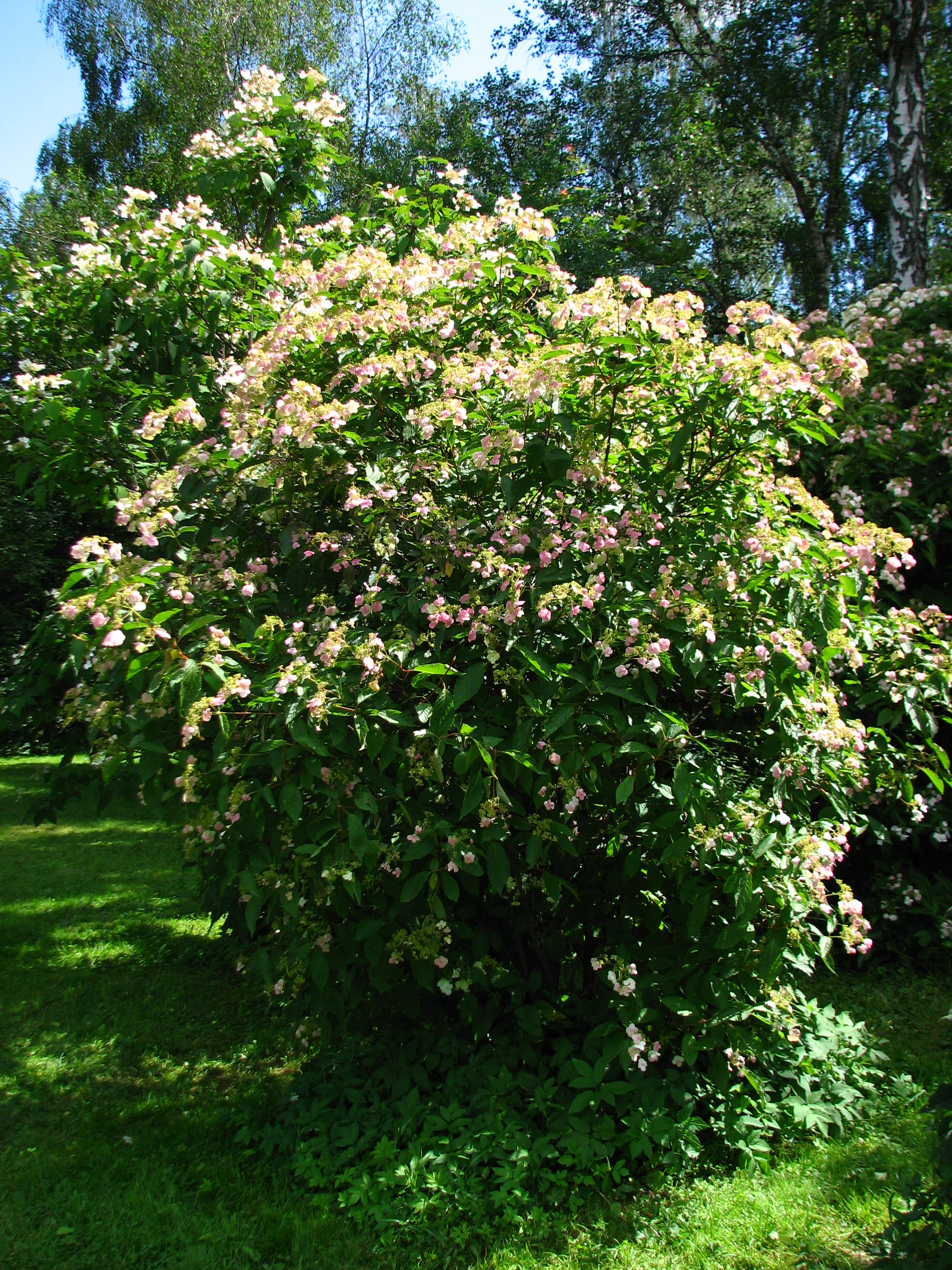
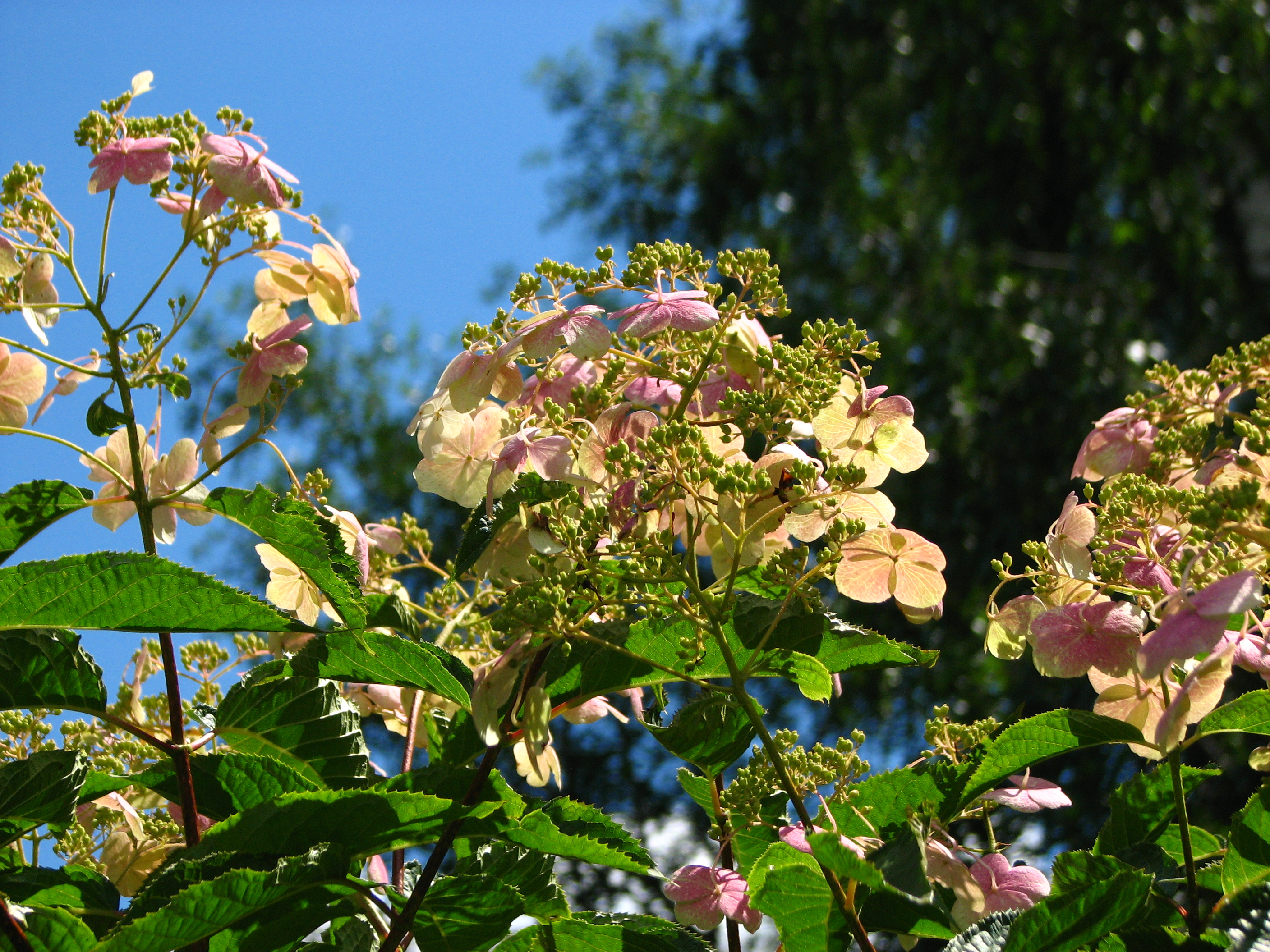
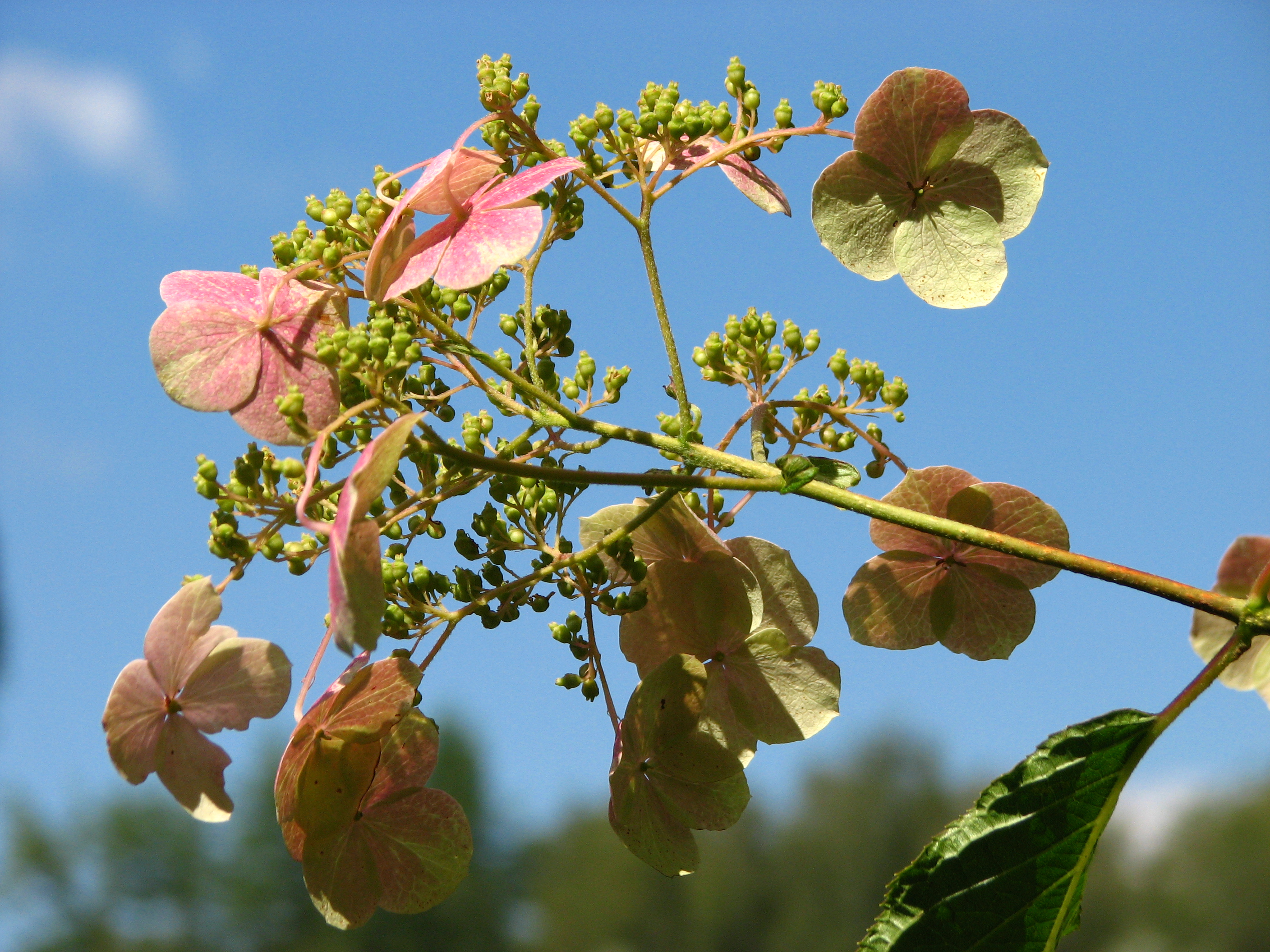
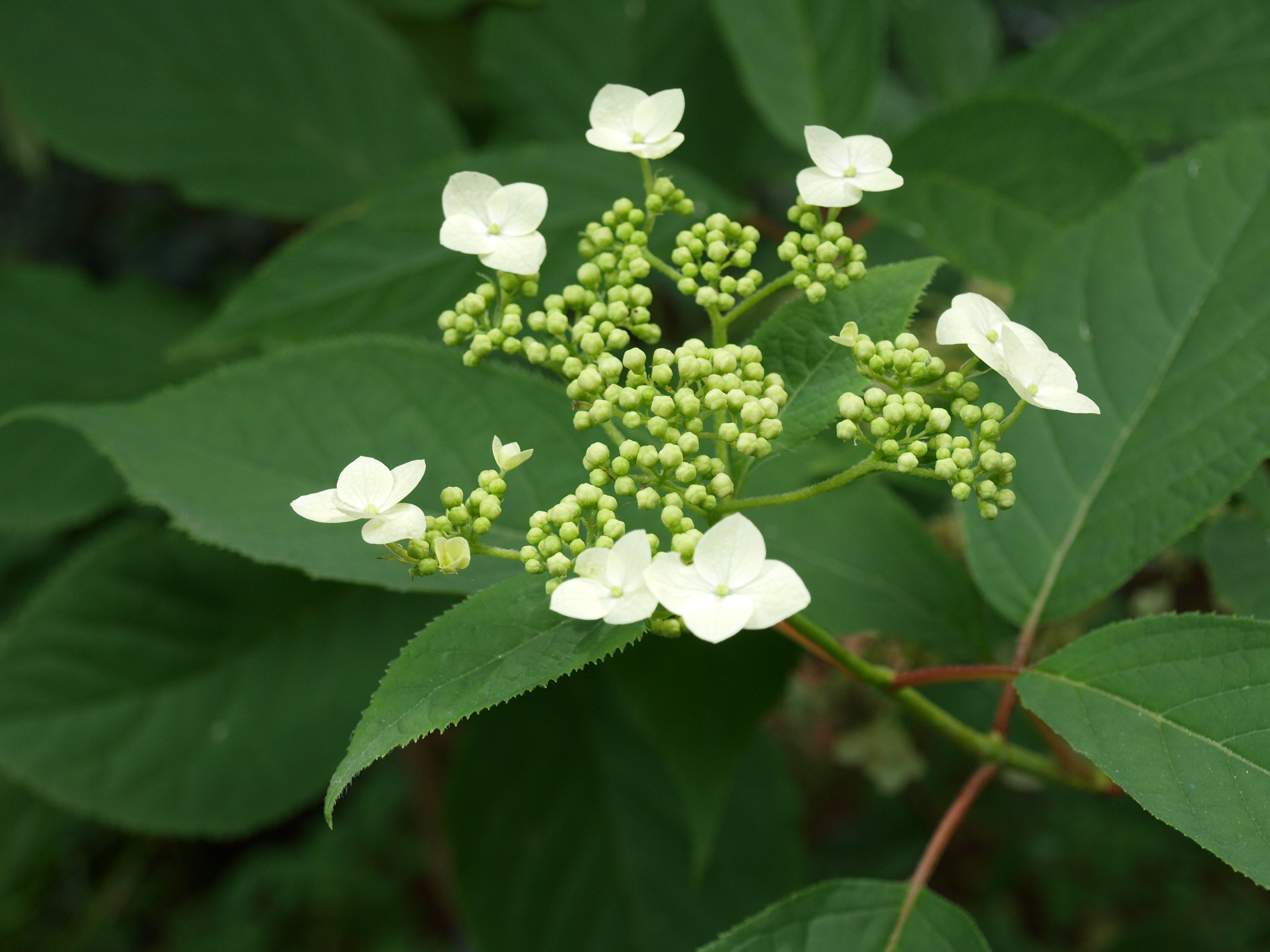
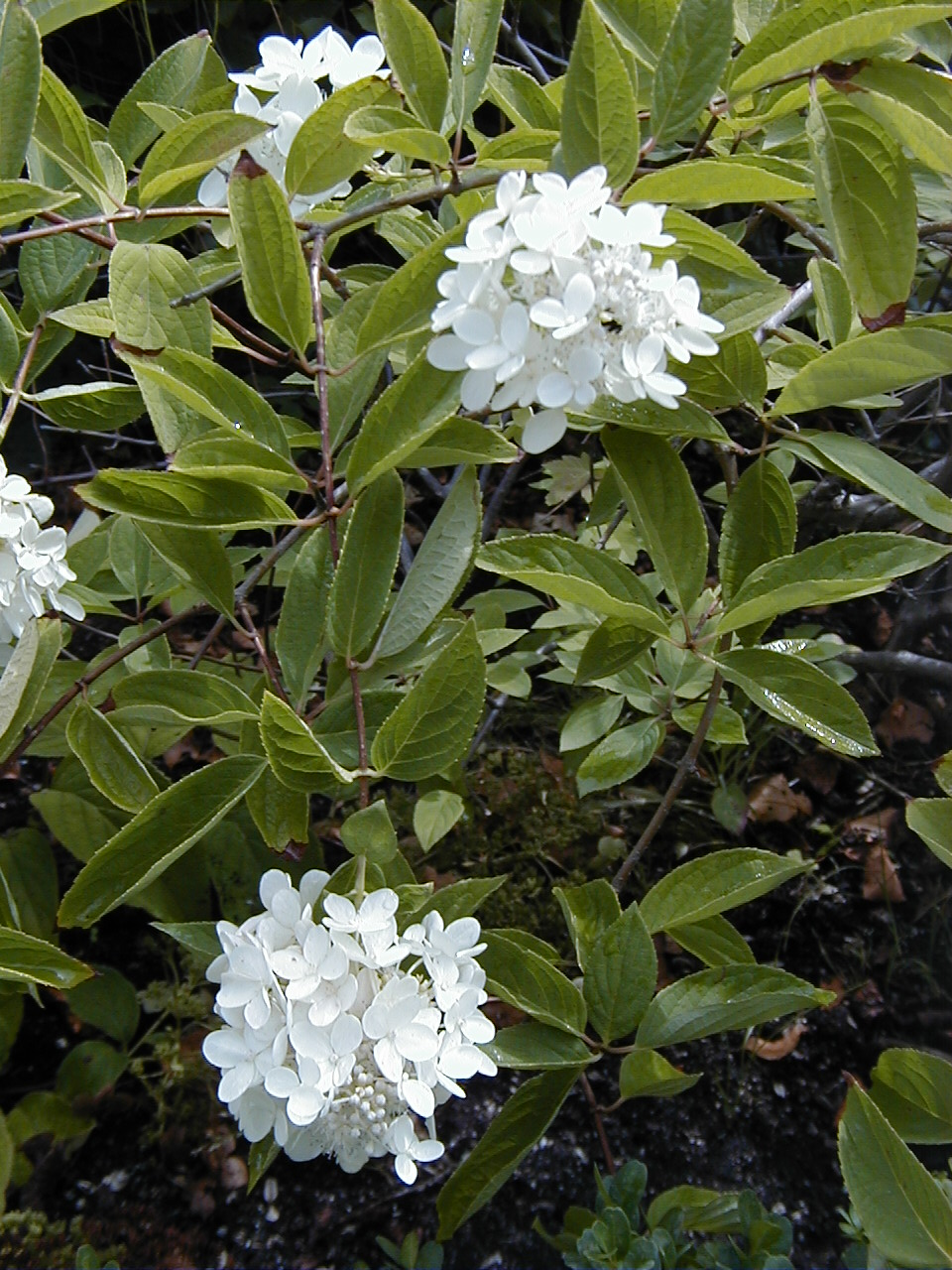